# Rabka-Becken

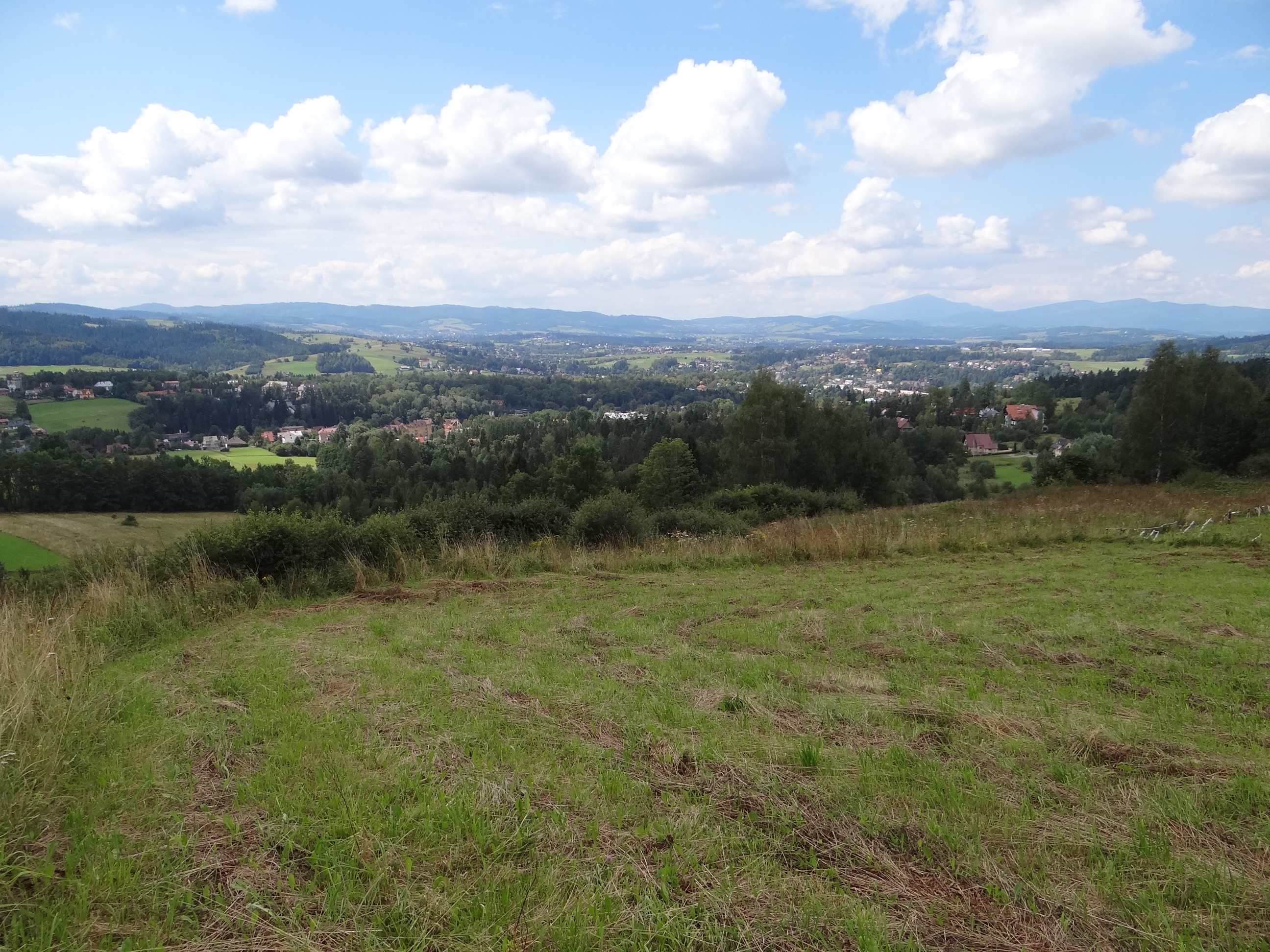
Mit Saybuscher Beskiden im Hintergrund

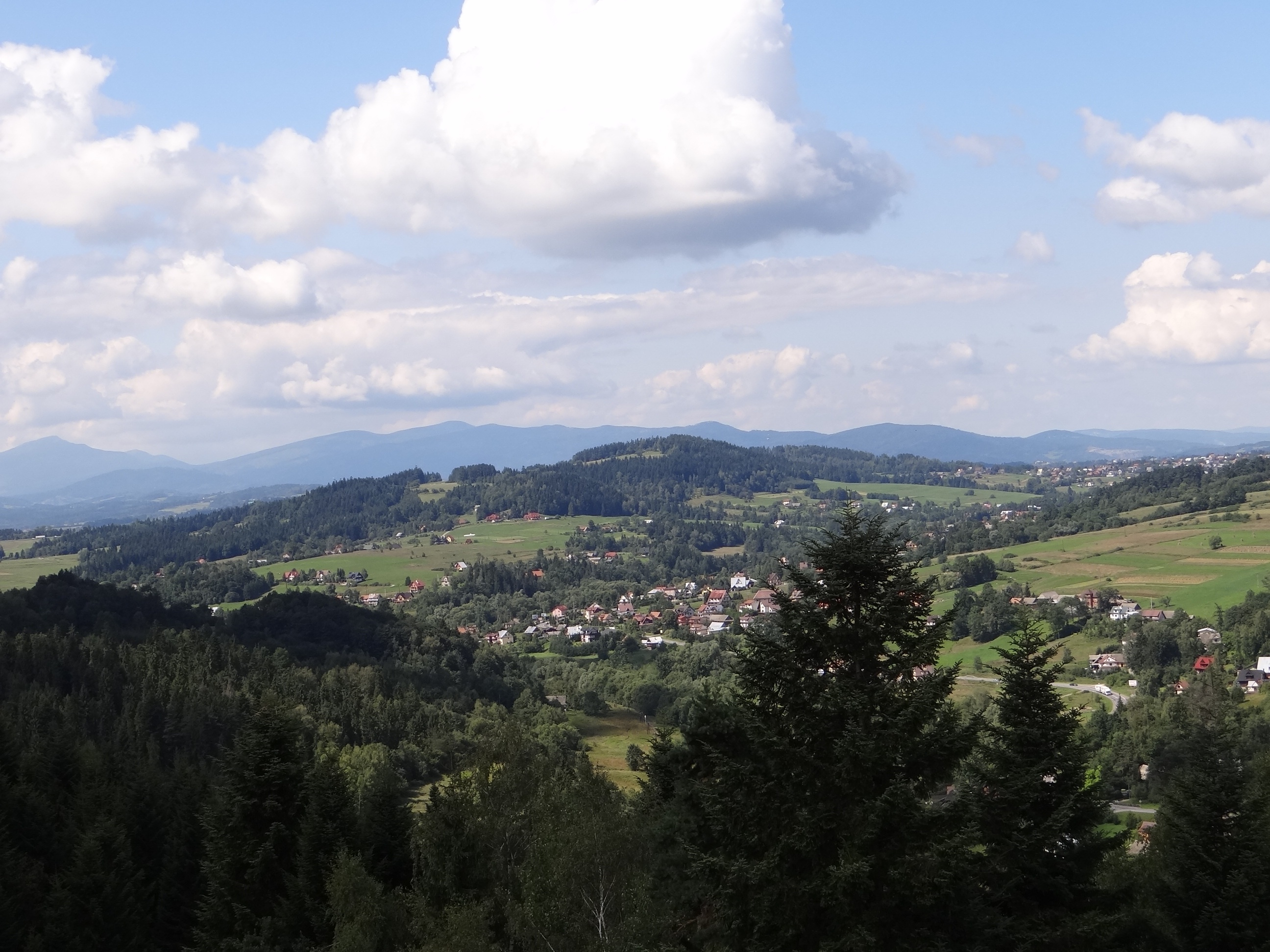
Zbójecka Góra im Becken

Das Rabka-Becken (polnisch Kotlina Rabczańska) in Polen ist ein großer Talkessel in Kleinpolen inmitten der Westbeskiden. Es liegt auf einer Höhe von 500 bis 600 m n.p.m., die höchste Erhebung ist der Tatarów mit 710 m n.p.m.

## Geografie
Das Rabka-Becken ist Teil der Beskiden und erstreckt sich in den Tälern der Skawa und der Raba, deren Wasserscheide durch das Becken verläuft (die Flussläufe sind an der engsten Stelle nur ca. 1,5 km voneinander entfernt), zwischen den Makower Beskiden im Nordwesten, den Saybuscher Beskiden (Arwe-Podhale Beskiden) im Südwesten, den Inselbeskiden im Nordosten und den Gorce im Südosten.
Das Rabka Becken ist dicht besiedelt. Die einzigen größeren Städte sind Rabka-Zdrój, von dem sich der Name herleitet, und Jordanów. Weitere Orte im Becken sind Skomielna Biała, Skawa und Spytkowice.
Die fruchtbare Region ist ansonsten landwirtschaftlich geprägt. Im Becken kreuzen sich seit jeher wichtige Handelsstraßen von Norden nach Süden und Westen nach Osten. Dies sind die Bahnlinien Krakau-Zakopane und Nowy Sącz-Chabówka sowie die Schnellstraßen Zakopianka (S7 und DK47) und die DK28.